# 小行星7606
小行星7606（英語：7606）是一颗围绕太阳公转的小行星。1995年9月20日，上田清二、金田宏在钏路市发现了此天体。
这颗小行星的绝对星等为24.43791147893021等。